# 吉田 (下関市)
吉田（よしだ）とは、山口県下関市の吉田地区（下関市役所支所設置条例で示された下関市役所吉田支所の所管する区域）を指す地域名称。
本項では同地域にかつて所在した厚狭郡吉田村（よしだむら）についても述べる。

## 地域概要
- 下関中心市街地からは北東に約20km離れており、旧下関市の北東端、木屋川下流に位置する内陸の地域である。地区の大部分が農地および山地林野で占められる田園地帯である。
- 登録人口は1,674人（2009年2月28日現在、下関市役所ホームページによる）で、市内17地区のうち内日に次いで人口が少ない。
- 地区面積は19.62km2。（2007年10月1日、下関市役所ホームページによる）
- 北は菊川地区、西は小月地区、東は美祢市および山陽小野田市、南は王喜 (下関市)と隣接する。
- 域内には、主要地方道である県道33号のほか、県道260号や県道266号が通る。鉄道路線および国道は通っていない。地区中心部から約5km離れたところに中国自動車道小月ICがある。

## 地名由来と地域のあゆみ
古くは吉井と呼ばれたが、やがて吉田と改められた。時期によっては良田とも表記され、昔からの田園地帯であった。『下関の地名』には良田から｢地味の豊かなよい田｣、『山口県地名考』には葭から｢湿った田｣が由来とある。
江戸時代、現在の下関市域の大半は長府藩および清末藩の所領であったため、吉田は萩藩領の最西端の拠点として位置づいた。
萩藩により吉田宰判（代官所、美祢郡南西部と厚狭郡西部を担当）が設置され、山陽道の宿場町（吉田市）として栄えた。
幕末には奇兵隊の駐屯地となった。
明治に入り、吉田村と吉田地方（じかた）村が合併して厚狭郡吉田村（新制）が成立したが、1955年（昭和30年）に王喜村とともに下関市に編入した。

### 自治体としての沿革
- 1889年（明治22年）4月1日 - 町村制の施行により、吉田村、吉田地方村が合併して厚狭郡吉田村が発足。
- 1955年（昭和30年）7月1日 - 吉田村が下関市に編入。同日吉田村廃止。

## 主な施設・名所
- 中国自動車道・山陽自動車道（宇部下関線） 下関JCT・長門吉田BS
- 木屋川吉田河川公園
- 湯谷温泉
- 吉田八幡宮
- 東行庵 - 高杉晋作墓所。菖蒲の名所として知られる。
- 吉田宰判跡

- 東行庵
- 吉田宰判跡